# 黄沙岭乡
黄沙岭乡，是中华人民共和国江西省上饶市广信区下辖的一个乡镇级行政单位。

## 行政区划
黄沙岭乡下辖以下地区：
黄沙村、蔡家村、大屋村、麻墩村、湖山村、源溪村和中洲村。